# Roland RAP-10
De Roland RAP-10 is 16-bits-ISA-bus-geluidskaart die in 1993 door Roland Corporation op de markt werd gebracht. De Roland RAP-10 is in feite een Roland SC-7-module gecombineerd met de Roland MPU-401-MIDI-standaard voor PC-doeleinden. De Roland RAP-10 is verder voorzien van een chip om geluidsfragmenten op 16-bits-kwaliteit af te spelen. De Roland RAP-10 voorziet in weergave conform de Roland General Midi-standaard op basis van de op de kaart aanwezige wavetable-synthese.
De Roland RAP-10 was indertijd het luxepaard onder de geluidskaarten voor personal computers. De Roland RAP-10 voorzag in tegenstelling tot de meer gangbare Sound Blaster- en Adlib-geluidskaarten, inclusief de Sound Blaster AWE32 en AdLib Gold in een zeer hoge kwaliteit van muziekweergave.
De Roland RAP-10 kan worden aangesloten op MIDI-apparatuur middels de Roland MCB-10-module.